# Promyrmekiaphila
Promyrmekiaphila là một chi nhện trong họ Euctenizidae.

## Các loài
- Promyrmekiaphila clathrata (Simon, 1891)
- Promyrmekiaphila winnemem Stockman & Bond, 2008